# Liste der Naturdenkmale in Singen (Hohentwiel)
| Naturdenkmale | Anzahl |
| ------------- | ------ |
| FND           | 5      |
| END           | 19     |
| Gesamt        | 24     |

Die Liste der Naturdenkmale in Singen (Hohentwiel) nennt die verordneten Naturdenkmale (ND) der im baden-württembergischen Landkreis Konstanz liegenden Stadt Singen. In Singen gibt es insgesamt 24 als Naturdenkmal geschützte Objekte, davon 5 flächenhafte Naturdenkmale (FND) und 19 Einzelgebilde-Naturdenkmale (END).
Stand: 13. November 2016.

## Flächenhafte Naturdenkmale (FND)
| Name                     | Bild | Kennung     | Einzelheiten                                       | Position | Fläche Hektar | Datum         |
| ------------------------ | ---- | ----------- | -------------------------------------------------- | -------- | ------------- | ------------- |
| Bohlinger Schlucht       | BW   | 83350750002 | Singen Nicht mehr in der LUBW-Datenbank vorhanden. | ⊙        | 4,9           | 30. Juni 1933 |
| Feuchtgebiet Egelsee     |      | 83350750023 | Singen                                             | ⊙        | 4,9           | 24. Juni 1986 |
| Feuenried                | BW   | 83350750022 | Singen                                             | ⊙        | 3,5           | 16. Juni 1983 |
| Kiesgrube Fließ          | BW   | 83350750024 | Singen                                             | ⊙        | 5,0           | 31. Juli 1987 |
| Seewadel                 | BW   | 83350750001 | Singen Nicht mehr in der LUBW-Datenbank vorhanden. | ⊙        | 2,2           | 16. Apr. 1980 |
| Legende für Naturdenkmal |      |             |                                                    |          |               |               |

## Einzelgebilde (END)
| Name                     | Bild | Kennung     | Einzelheiten                                       | Position | Fläche Hektar | Datum         |
| ------------------------ | ---- | ----------- | -------------------------------------------------- | -------- | ------------- | ------------- |
| Scheinakazienbaumgruppe  | BW   | 83350750021 | Singen                                             | ⊙        | 0,0           | 25. Apr. 1941 |
| 1 alte Rotbuche          | BW   | 83350750018 | Singen Nicht mehr in der LUBW-Datenbank vorhanden. | ⊙        | 0,0           | 21. Dez. 1978 |
| 1 Bergahorn              | BW   | 83350750008 | Singen                                             | ⊙        | 0,0           | 21. Dez. 1978 |
| 1 Blutbuche              | BW   | 83350750009 | Singen                                             | ⊙        | 0,0           | 21. Dez. 1978 |
| 1 Blutbuche              | BW   | 83350750011 | Singen                                             | ⊙        | 0,0           | 21. Dez. 1978 |
| 1 Eibe                   | BW   | 83350750002 | Singen                                             | ⊙        | 0,0           | 21. Dez. 1978 |
| 1 Eiche                  | BW   | 83350750006 | Singen                                             | ⊙        | 0,0           | 21. Dez. 1978 |
| 1 Eiche                  | BW   | 83350750020 | Singen                                             | ⊙        | 0,0           | 21. Dez. 1978 |
| 1 Gemeine Rosskastanie   | BW   | 83350750010 | Singen                                             | ⊙        | 0,0           | 21. Dez. 1978 |
| 1 Platane, 1 Ulme        | BW   | 83350750005 | Singen                                             | ⊙        | 0,0           | 21. Dez. 1978 |
| 1 Rosskastanie           | BW   | 83350750013 | Singen                                             | ⊙        | 0,0           | 21. Dez. 1978 |
| 1 Rosskastanien          | BW   | 83350750014 | Singen                                             | ⊙        | 0,0           | 21. Dez. 1978 |
| 1 Rotbuche               | BW   | 83350750016 | Singen Nicht mehr in der LUBW-Datenbank vorhanden. | ⊙        | 0,0           | 21. Dez. 1978 |
| 1 Scheffellinde          |      | 83350750001 | Singen                                             | ⊙        | 0,0           | 21. Dez. 1978 |
| 1 Stieleiche             | BW   | 83350750003 | Singen                                             | ⊙        | 0,0           | 21. Dez. 1978 |
| 1 Wasserbirnbaum         | BW   | 83350750015 | Singen                                             | ⊙        | 0,0           | 21. Dez. 1978 |
| 2 Rosskastanie           | BW   | 83350750004 | Singen                                             | ⊙        | 0,0           | 21. Dez. 1978 |
| 2 Stieleichen            |      | 83350750019 | Singen                                             | ⊙        | 0,0           | 21. Dez. 1978 |
| 4 Stieleichen            | BW   | 83350750007 | Singen                                             | ⊙        | 0,0           | 21. Dez. 1978 |
| Legende für Naturdenkmal |      |             |                                                    |          |               |               |